# Philosophie de la guerre
La philosophie de la guerre est l'ensemble des réflexions philosophiques ayant trait à la guerre.

## Origines de la guerre

### Kant et la dialectique de la guerre
Emmanuel Kant propose dans plusieurs de ses ouvrages des réflexions sur la guerre. La guerre s'inscrit dans une dialectique historique. La guerre est une voie historique de non-droit, qui permet d'aboutir à la création de droit. Dans Conjectures sur le commencement de l'histoire humaine, Kant soutient que c'est lorsque les familles vivent de manière proche « et pourtant sont étrangères l'une à l'autre » que la guerre peut être déclenchée.

### Alain et la peur
Dans les Propos sur le bonheur, Alain relie le déclenchement des guerres à la peur, c'est-à-dire aux passions. Pris dans les passions, l'homme ne peut plus penser droitement. Le philosophe écrit ainsi que la Première Guerre mondiale eut lieu parce que « hommes importants furent tous surpris ; d’où ils eurent peur » ; or, « celui qui a peur n’écoute point les raisons ».

## Guerre juste

### Cicéron et le droit international de la guerre
Cicéron, dans son De officiis, pose les pierres d'un premier droit international de la guerre, tout en recherchant les critères d'une guerre juste. La première des choses est, pour un pays, d'interpréter le droit international de manière équilibrée, et jamais de manière abusive (summum jus, summa injuria : l’excès du droit est le comble de l‘injustice). L’État ne doit pas davantage abuser de la force s'il rentre en guerre ; et la guerre ne doit être que l'ultime recours lorsque toute négociation a échoué. Le seul objectif de la guerre doit être la paix.

### Saint Augustin et lebellum justum
La doctrine de la guerre juste trouve ses racines chrétiennes dans les travaux de Saint Augustin. Henri Burgelin soutient ainsi que « la doctrine de la guerre juste [a été] élaborée par saint Augustin », quoiqu'il existe des sources antiques sur ce sujet.
Augustin semble avoir dans un premier temps (De libero Arbitrio, publié en 385) repris des idées courantes à son époque sur les questions liées à la guerre et à la peine de mort. Il cherche à justifier les « guerres de Yahwé » à partir du Contre Faustus, publié en 398. Dès 385, Augustin justifie la violence du soldat, ou du bourreau, à condition qu'il n'obéisse qu'à l'autorité politique légitime, et que la défense du prochain soit sa raison suffisante pour recourir à la force.
D'un point de vue politique, Augustin n'est en rien naïf et reconnaît qu'il est parfois nécessaire de faire la guerre. « Le soin de l’État est confié aux princes : il leur appartient de défendre la cité, le royaume ou la province qui se trouve sous leurs ordres. Ils doivent les défendre par le glaive matériel contre ceux qui les troublent à l’intérieur : ce qu’ils font quand ils punissent les malfaiteurs […]. De même, ils doivent les défendre contre les ennemis extérieurs, ce qu’ils font par le glaive de la guerre ».

### Saint Thomas d'Aquin et lebellum justum
Thomas d'Aquin, en tant que penseur chrétien innervé par la philosophie antique, cherche à mettre en place une solide doctrine de la guerre juste. Les règles qu'il met en place doivent assurer un droit minimal qui garantisse que la guerre soit juste, et donc conforme aux enseignements du Christ.
Le philosophe soutient trois principes. Le premier est l'auctoritas principis : la guerre ne peut être décidée et menée que par la puissance publique, sans quoi elle ne peut qu'être un crime. L'auctoritas principis s'oppose à la décision individuelle appelée persona privata. Le deuxième critère est celui de la causa justa, à savoir que la cause de la guerre soit juste. Enfin, il est nécessaire qu'il y ait une intentio recta : l'intention ne doit pas être entachée de causes cachées mais uniquement dans le but de faire triompher le bien commun.

### More et la guerre légitime en Utopie
Thomas More écrit, dans L'Utopie, que si la guerre n'a pas cours à Nusquama, il est nécessaire pour les habitants d'être entraînés militairement dans le cas où il faut mener une guerre légitime. Ainsi, les guerres liées à la défense du territoire ou du territoire d'un allié en cas d'agression, ou les interventions en faveur d'un peuple tyrannisé, sont légitimes. More justifie également une expédition contre un peuple qui refuserait d'utiliser une terre qu'ils laissent en friche car, en vertu du droit naturel, la terre doit servir à nourrir les hommes.

### Rousseau et le droit international de la guerre
Jean-Jacques Rousseau, dans Du contrat social (chapitre 4), rédige des règles que doivent suivre les États dans la conduite de la guerre. Il aide ainsi à la fondation du droit international de la guerre moderne. Il considère que la guerre se situe dans « une relation d’État à État, dans laquelle les particuliers ne sont ennemis qu'accidentellement, non point comme hommes ni même comme citoyens, mais comme soldats ». Ainsi, « chaque État ne peut avoir pour ennemis que d'autres États ». Les déclarations de guerre sont obligatoires pour les belligérants, afin de prévenir non pas tant l'adversaire que la population adverse. Les belligérants peuvent s'emparer de ce qui est possédé par l’État adverse, mais ne doit pas détruire ou piller les propriétés privées.

## Guerre civile

### Platon et la guerre défensive
Platon se montre également très critique envers la guerre civile, la stasis, qui est la source de maux politiques et sociaux immenses. Elle doit être évitée par une réorganisation de la société en une Kallipolis (Cité idéale), comme présentée dans la République.

### Aristote et la calamité de la guerre civile
Aristote est fortement influencé par son maître, Platon. Dans la Politique, il écrit rappelle les dangers que présente la guerre civile pour l'unité de la Cité.

### Hobbes et l’État comme réaction à la guerre civile
Thomas Hobbes pense l'État, dans le Léviathan, comme l'entité politique par excellence capable de faire régner l'ordre et la sécurité à partir d'un contrat social passé par les citoyens. La guerre civile est facteur de dissolution de l’État, car elle signifie que ce dernier a failli. C'est pour éviter l'écueil de la guerre civile que l’État est en permanence maintenu. La réaction étatique permanente est permise par sa puissance infinie. Certains auteurs ont ainsi pu considérer Hobbes comme un précurseur des totalitarismes.

## Guerre offensive et guerre défensive

### Platon et le refus de l'impérialisme
Platon refuse, dans sa philosophie politique, d'admettre que la guerre puisse être le liant de la Cité, ou son fondement. Il refuse explicitement, notamment dans le Timée, qu'une bonne Cité puisse admettre une guerre offensive. La guerre est possible lorsqu'elle est défensive. Dans le Gorgias, il critique sévèrement la politique impérialiste de l'Athènes de son temps.

### Aristote et la nécessité de la préparation de la guerre défensive
Sur les onze références à la guerre dans la Politique, seules trois relèvent d'un ennemi extérieur.
Dans la Rhétorique, le philosophe soutient que, parmi les sujets les plus importants à soumettre à la délibération politique, sont la déclaration de guerre, la signature d'accords de paix, et la défense du territoire de la Cité. Il rappelle la nécessité de l'étude de la situation géopolitique de la Cité vis-à-vis des adversaires limitrophes. Il est important à ce titre de « savoir avec quels peuples on peut s’attendre à avoir la guerre, afin de rester en paix avec les plus forts que soi et d’être maître de faire la guerre avec les plus faibles ».

## Rapport à la guerre

### Kant et les deux versants de la guerre
Dans la remarque finale de ses Conjectures sur le commencement de l’histoire, Kant offre une double conclusion. D'une part, il définit la guerre négativement, en concluant que « les plus grands maux qui accablent les peuples nous viennent de la guerre », et non pas tant de l'effectivité de la guerre, « que des préparatifs incessants et même régulièrement multipliés en vue de la guerre à venir ». En effet, en préparation de la guerre, « la liberté subit en bien des endroits des restrictions importantes ». Il y a toutefois un versant positif à la guerre, car elles incitent les peuples à mener des réformes juridiques qui instituent un État qui administre le droit.

### Constant et la guerre des Anciens contre celle des Modernes
Benjamin Constant distingue le mode de vie des Anciens, c'est-à-dire des hommes de l'Antiquité, et celui des Modernes, à savoir ses contemporains. Il soutient que l'une des différences principales entre les Anciens et les Modernes réside dans leur rapport à la guerre. Constant considère en effet que les hommes de l'Antiquité, considérant la guerre comme la norme et la paix comme la parenthèse, acceptaient un affrontement perpétuel entre les peuples, là où les Modernes auraient substitué leurs rivalités dans le commerce. Il adhère par là à la théorie du doux commerce.

## Métaphysique de la guerre

### Héraclite et la guerre créatrice
Héraclite défend une théorie positive de la guerre comme instant créateur pour l'humanité. Il écrit ainsi dans un de ses fragments que la guerre est « père de toute chose » (Polemos panton men pater estin). La guerre est pour lui l'état normal : « la guerre est inhérente à tout [...] le droit n'est rien que d'autre dispute ». Elle a un rôle social, qui réside dans ce qu'elle distingue les hommes : « de quelques-uns, elle a fait des dieux, de quelques-uns des hommes ; des uns des esclaves, des autres des hommes libres ».

### Hegel et la guerre accoucheuse des peuples
Georg Wilhelm Friedrich Hegel soutient une doctrine de la guerre comme force positive faisant d'elle la « grande accoucheuse des peuples » (ou, alternativement, « de toute humanité nouvelle »). Elle empêche les peuples de s'affaiblir et de se ramollir, et est donc la « santé éthique des peuples ».

### Levinas et la guerre comme être
Emmanuel Levinas relie la guerre à la question de l'être. Ainsi, « l'être se révèle comme guerre », car être, c'est déjà exister dans un rapport de forces permanent, où chaque être pour vivre cherche à dominer les autres êtres. Il défend ainsi un conatus essendi. Le réel étant précisément un rapport de forces permanent, la guerre peut ainsi être définie comme « la patence même, ou la vérité, du réel ». C'est un réel qui s'impose « dans sa nudité et dans sa dureté ». Levinas synthétise cette pensée en écrivant que « la guerre se produit comme l’expérience pure de l’être pur, à l’instant même de la fulgurance où brûlent les draperie de l’illusion ».
De manière pratique, la guerre est une « violence appliquée à l'être libre ». Elle est la mise en jeu d'une implacable mécanique des forces qui produit un choc non pas frontal, mais de biais. Chacun se rapporte à l'autre comme une force, c'est-à-dire que le visage est effacé de l'autre, rendant possible meurtre.

## L'éthique de la guerre moderne

### Holmes et pacifisme
Au XXe siècle, des philosophes tels que Robert L. Holmes ont soutenu que les principes éthiques du pacifisme peuvent être utilisés pour démontrer que les formes modernes de guerre, notamment la guerre nucléaire et le terrorisme, sont intrinsèquement contraires à l’éthique. Holmes soutient que se préparer continuellement à une guerre nucléaire afin de dissuader une guerre nucléaire est moralement répugnant et que le concept de destruction mutuelle assurée (M.A.D.) est fondamentalement inintelligible. Il soutient en outre que la guerre moderne peut être efficacement atténuée et résolue grâce à l'utilisation de quatre principes contenus dans une philosophie de pacifisme laïc et 
« personnalisme moral »,,,.